# Clásica de Almería 2000
La Clásica de Almería 2000, quindicesima edizione della corsa, si disputò il 27 febbraio 2000 per un percorso di 176 km. Fu vinta dallo spagnolo Isaac Gálvez, che terminò in 4h36'51". La gara era classificata di categoria 1.4 nel calendario dell'UCI.

## Ordine d'arrivo (Top 10)
| Pos. | Corridore          | Squadra       | Tempo    |
| ---- | ------------------ | ------------- | -------- |
| 1    | Isaac Gálvez       | Kelme         | 4h36'51" |
| 2    | Ján Svorada        | Lampre        | s.t.     |
| 3    | Marcus Zberg       | Rabobank      | s.t.     |
| 4    | Endrio Leoni       | Alessio       | s.t.     |
| 5    | Flavio Zandarin    | Alessio       | s.t.     |
| 6    | Fabiano Fontanelli | Mercatone Uno | s.t.     |
| 7    | Erik Dekker        | Rabobank      | s.t.     |
| 8    | Jeroen Blijlevens  | Team Polti    | s.t.     |
| 9    | Igor Flores        | Euskaltel     | s.t.     |
| 10   | Jürgen Werner      | Nürnberger    | s.t.     |